# Maldivernas administrativa indelning

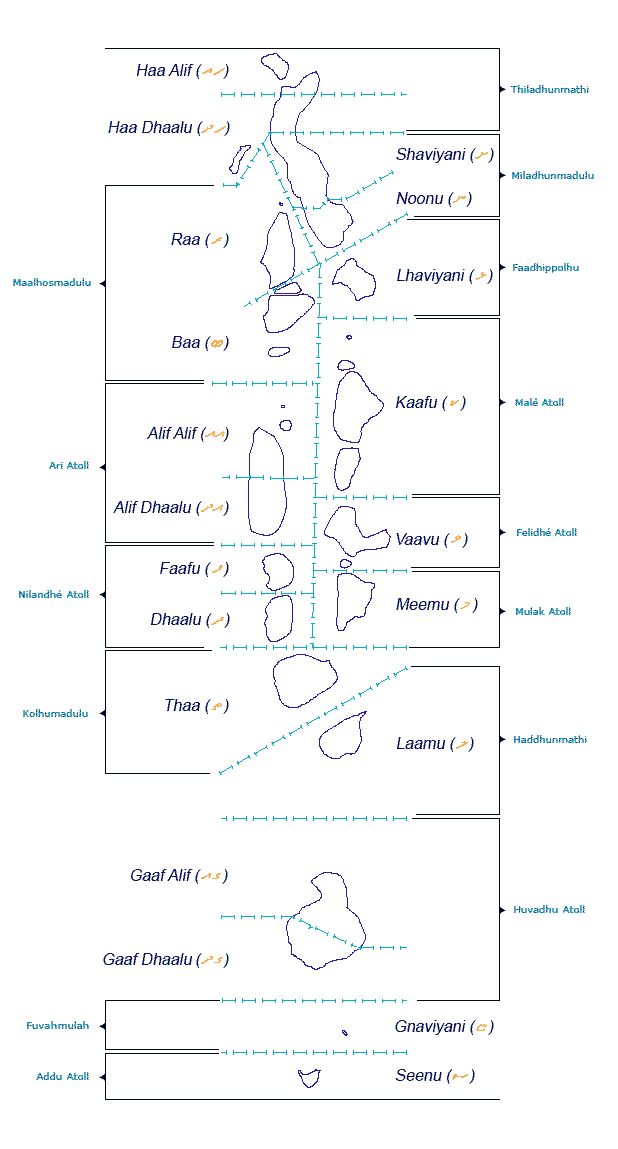
Maldivernas administrativa indelning.

Maldiverna har 26 naturliga atoller vilka är indelade i 20 administrativa atoller (distrikt) och en stad.  Det minsta distriktet, utgörs av bara en enda ö, som dock är Maldivernas största ö. Distrikten Gaafu Alif och Gaafu Dhaalu har varsin halva av Huvaduatollen, som är världens största.
Huvudstaden Malé på ön med samma namn ligger geografiskt i distriktet Kaafu, men utgör egen administrativ enhet.
| Distrikt              | Huvudort       | Geografisk(a) atoll(er)                                       |
| --------------------- | -------------- | ------------------------------------------------------------- |
| Haa Alif (nordligast) | Dhidhdhoo      | Ihavandhippolhu Norra delen av Thiladhunmathi atoll           |
| Haa Dhaalu            | Kulhudhuffushi | Södra delen av Thiladhunmathi atoll Makunudhoo atoll          |
| Shaviyani             | Funadhoo       | Norra delen av Miladhunmadulu atoll                           |
| Noonu                 | Manadhoo       | Södra delen av Miladhunmadulu atoll                           |
| Raa                   | Ungoofaaru     | Norra Maalhosmadulu atoll samt Alifushi                       |
| Baa                   | Eydhafushi     | Södra Maalhosmadulu atoll Fasdūtherē atoll Goidhoo atoll      |
| Lhaviyani             | Naifaru        | Faadhippolhu                                                  |
| Alif Alif             | Rasdhoo        | Norra delen av Ariatollen Rasdhooatollen Thoddooatollen       |
| Alif Dhaal            | Mahibadhoo     | Södra delen av Ariatollen                                     |
| Kaafu                 | Thulusdhoo     | Kaashidhoo Gaafaru Del av Norra Maléatollen Södra Maléatollen |
| Malé (stad)           | Malé           | Del av Norra Maléatollen                                      |
| Faafu                 | Nilandhoo      | Norra Nilandheatollen                                         |
| Vaavu                 | Felidhoo       | Felidhuatollen Vattaruatollen                                 |
| Dhaalu                | Kudahuvadhoo   | Södra Nilandheatollen                                         |
| Meem                  | Muli           | Mulakuatollen                                                 |
| Thaa atoll            | Veymandoo      | Kolhumaduluatollen                                            |
| Laamu atoll           | Fonadhoo       | Haddhunmathiatollen                                           |
| Gaafu Alif atoll      | Vilingili      | Norra delen av Huvadhuatollen                                 |
| Gaafu Dhaalu atoll    | Thinadhoo      | Södra delen av Huvadhuatollen                                 |
| Gnaviyani atoll       | Fuvahmulah     | Fuvahmulah                                                    |
| Seenu                 | Hitadu         |                                                               |

Varje administrativ atoll administreras av en atollhövding (Atholhu Veriyaa) som utses av presidenten. Atollhövdingar styr enligt presidentens order. Varje ö styrs av en öhövding, som även denna utses av presidenten. Öhövdingens överordnade är atollhövdingen.